# Jacob Serenius

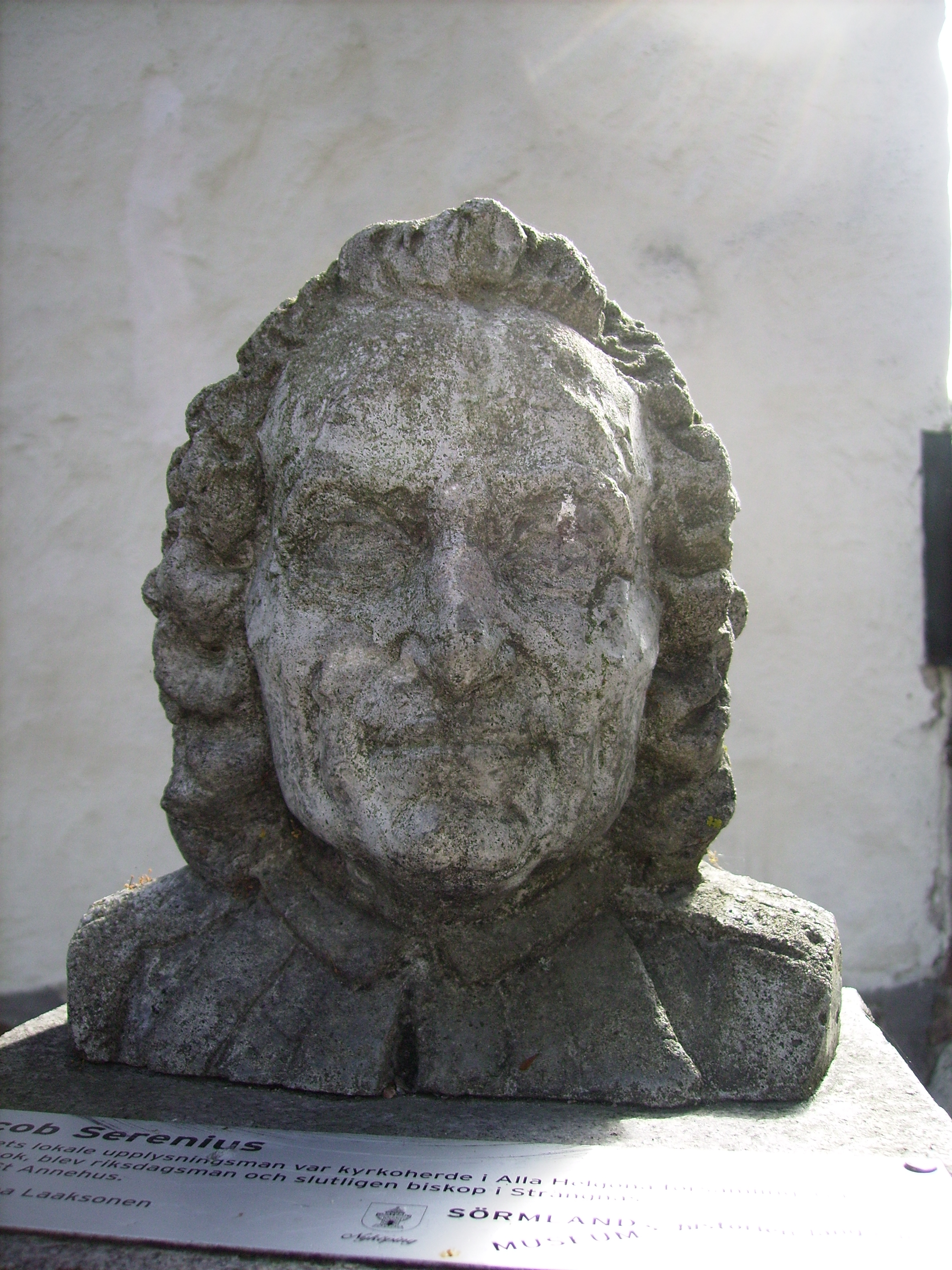
Byst utanför Alla Helgona kyrka, Nyköping. Utförd av Anna Laaksonen.

Jacob Serenius, född 25 juli 1700 i Färentuna socken på Svartsjölandet, död 4 september 1776 i Strängnäs, var en svensk biskop och politiker. Hans föräldrar var kyrkoherden Sven Sirenius och Kristina Livonia, som på mödernet härstammande från de båda svenska prästsläkterna Emporagrius och Kolmodin.

## Biografi
Jacob Serenius blev student vid Uppsala universitet 1714 och filosofie magister där 1722. Han prästvigdes samma år och tjänstgjorde någon tid som vice pastor i sin hemort. Serenius hade dock visat så utmärkta egenskaper vid universitetet, att biskop Svedberg 1723 föreslog honom till pastor vid Lutherska församlingen i London. Här utvecklade han en kraftfull verksamhet, skaffade genom medel som han själv insamlade församlingen en ny kyrka, som invigdes 1728, ordnade fattigvården och gynnade på många sätt sin församling. Han kallades till kunglig hovpredikant 1729 och återkom 1735 till Sverige som utnämnd kyrkoherde i Nyköpings östra församling och blev prost 1736.
Under sin vistelse i England hade Serenius gjort sig förtrogen med det vetenskapliga och kyrkliga livet där. Härigenom framkallades hos honom en strävan att närma den engelska och den svenska bildningen till varandra. I detta syfte utarbetade han, medan han ännu befann sig i London, en engelsk-svensk-latinsk ordbok, Dictionarium anglo-svetico-latinum, vars första del trycktes i Hamburg 1734 och på nytt i Nyköping 1757, medan den andra utkom 1744. Arbetet, som numera enbart har bibliografiskt intresse, åtföljdes av en avhandling om svears och götars forna förhållande till anglerna.
Serenius hade tilltalats så mycket av den konfirmation som var bruklig i engelska kyrkan att han införde offentligt förhör med nattvardsbarnen i sin församling i Nyköping. Serenius blev teologie doktor 1752. Vid Erik Alstrins död 1762 blev han vald till dennes efterträdare som biskop i Strängnäs 1763. Fastän han då redan var sextiotre år gammal tog han kraftfullt hand om stiftets angelägenheter, vakade med stränghet över kyrkoordningens upprätthållande, förmanade sitt prästerskap till nitälskan och allvar i lära och leverne, vårdade sig om de fattiga, ivrade för undervisningen, såväl den lägre som högre, och inrättade till största delen med egna medel ett särskilt lektorat i naturalhistoria vid Strängnäs gymnasium. Det var Serenius som gav uppslaget till de åtgärder som ledde till konfirmationens allmänna införande i Sverige mot slutet av 1700-talet. Som biskop utfärdade han nämligen, att gälla inom hans stift, föreskriften att nattvardsbarnen »i fastlagen skulle undervisas av prästerskapet, och när de prövades giltige, förhöras i hela församlingens närvaro söndagsmorgonen, innan skriftemålet sker.»
Under sin tids partistrider var Serenius inom sitt stånd huvudman för mössorna och således fiende till hattpartiets "äventyrliga" planer, vare sig krig, såsom det ryska 1741, konstlade näringsyrken eller den tidens djärva handels- och fabriksföretag. Vid riksdagarna var han en av dem, som ofta ledde överläggningarna och ej sällan under sitt partis övervälde den, som dikterade besluten. Ännu in i sena ålderdomen bibehöll han själs- och kroppskrafter nästan oförminskade, samt avled av en gängse farsot i Strängnäs 4 september 1776.
Jacob Serenius var gift två gånger: första gången 1737 med Ulrika Ehrenlund, andra gången 1755 med Elsa Maria von Hermansson, syster till riksrådet Matthias von Hermansson.